# Robert Henrik Rehbinder

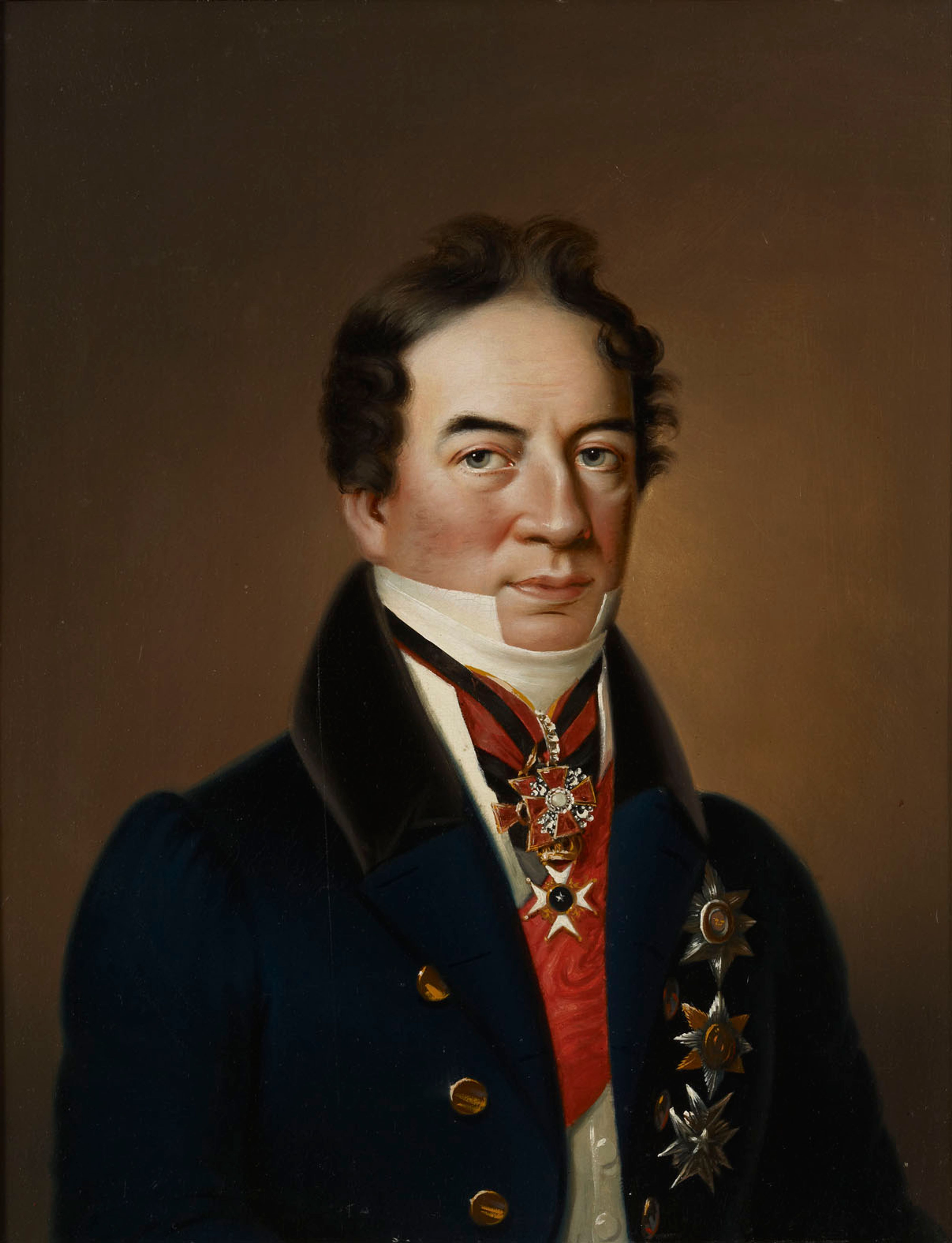
Bildnis Rehbinder (von Johan Erik Lindh)

Robert Henrik Rehbinder (* 15. Juli 1777 in Paimio; † 8. März 1841 in Sankt Petersburg) war ein finnischer Jurist und Politiker.
Robert Henrik Rehbinder war von 1811 bis zu seinem Tode Staatssekretär im Großfürstentum Finnland. Im März 1809 spielte er eine wichtige Rolle bei den Autonomiebestrebungen während der ersten finnischen Reichstagsversammlung in Porvoo.
1826 wurde Rehbinder in den Grafenstand erhoben. 1827 wurde er Ehrenmitglied der Akademie der Wissenschaften in St. Petersburg. 1840 ernannte die Universität Helsinki ihn zum Ehrendoktor der Philosophie.
1936 ehrte Finnland Rehbinder durch Herausgabe einer Sonderbriefmarke. Seine Autobiografie mit dem Titel Souvenirs de ma vie wird als Handschrift im finnischen Nationalarchiv aufbewahrt.

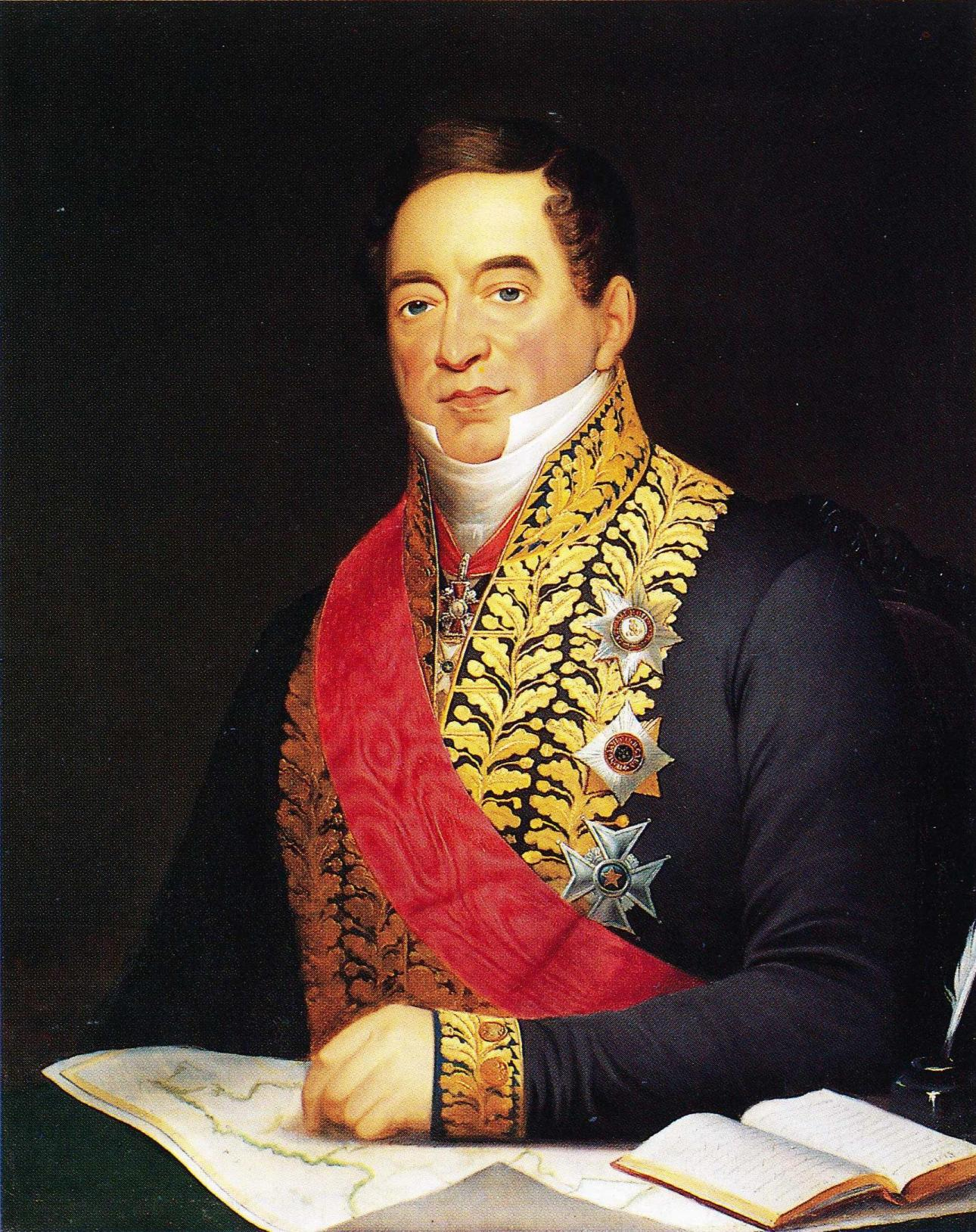
Bildnis Rehbinder (von Berndt Godenhjelm)
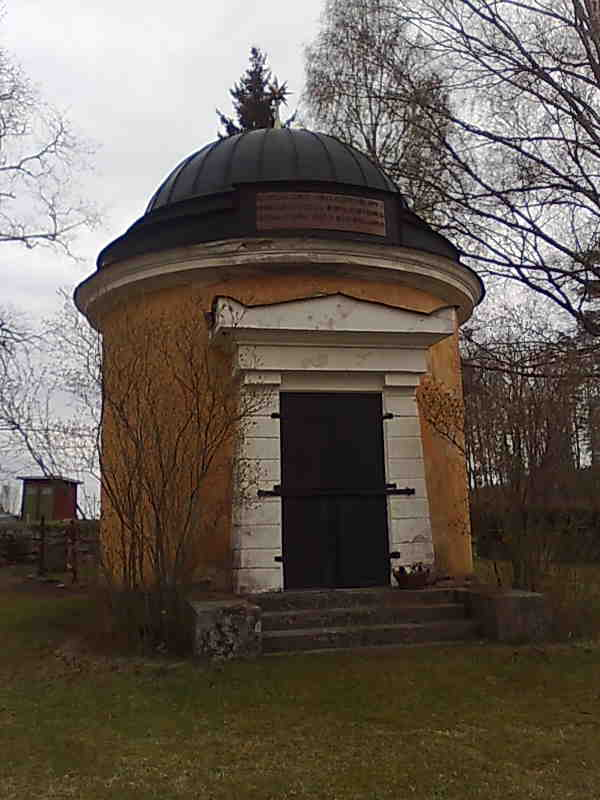
Mausoleum R.H. Rehbinder in Paimio
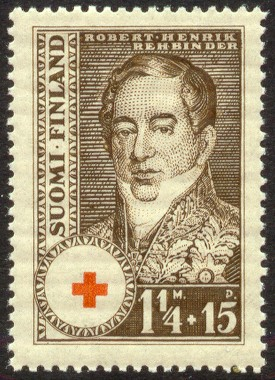
Finnische Sonderbriefmarke 1936